# Campionati Nazionali Assoluti di Ginnastica Ritmica
Il Campionato nazionale assoluto di ginnastica ritmica è una competizione nazionale di ginnastica ritmica che si svolge annualmente in Italia.

## Podi dei Campionati Italiani
| Concorso Generale | Concorso Generale | Concorso Generale        | Concorso Generale        | Concorso Generale        | Concorso Generale |
| ----------------- | ----------------- | ------------------------ | ------------------------ | ------------------------ | ----------------- |
| Anno              | Città ospitante   | Oro                      | Argento                  | Bronzo                   | Dettagli          |
| 2014              | Rimini            | Veronica Bertolini       | Alessia Russo            | Federica Febbo           | [ 1 ]             |
| 2015              |                   | Veronica Bertolini       | Alessia Russo            | Letizia Cicconcelli      |                   |
| 2016              |                   | Veronica Bertolini       | Letizia Cicconcelli      | Alessia Russo            | [ 2 ]             |
| 2017              | Arezzo            | Veronica Bertolini       | Alexandra Agiurgiuculese | Milena Baldassarri       | [ 3 ]             |
| 2018              | Terranuova        | Milena Baldassarri       | Alexandra Agiurgiuculese | Alessia Russo            | [ 4 ]             |
| 2019              | Torino            | Alexandra Agiurgiuculese | Milena Baldassarri       | Alessia Russo            | [ 5 ]             |
| 2020              | Folgaria          | Milena Baldassarri       | Alexandra Agiurgiuculese | Sofia Raffaeli           | [ 6 ]             |
| 2021              | Folgaria          | Milena Baldassarri       | Sofia Raffaeli           | Alexandra Agiurgiuculese | [ 7 ]             |
| 2022              | Folgaria          | Sofia Raffaeli           | Milena Baldassarri       | Sofia Maffeis            | .                 |
| 2023              | Folgaria          | Sofia Raffaeli           | Milena Baldassarri       | Viola Sella              | .                 |
| 2024              | Folgaria          | Sofia Raffaeli           | Milena Baldassarri       | Viola Sella              | .                 |
| 2025              | Folgaria          |                          |                          |                          |                   |